# پدریتو (بازیکن فوتبال، زاده ۱۹۸۹)
پدریتو (انگلیسی: Pedrito؛ زادهٔ ۲۸ آوریل ۱۹۸۹) بازیکن فوتبال اهل اسپانیا است.
از باشگاه‌هایی که در آن بازی کرده‌است می‌توان به باشگاه فوتبال مالاگا و باشگاه فوتبال نئا سالامیس فاماگوستا اشاره کرد.